# Torres del Carrizal
Torres del Carrizal ist ein nordwestspanischer Ort und eine Gemeinde (municipio) mit 407 Einwohnern (Stand: 2024) im Osten der Provinz Zamora der Autonomen Gemeinschaft Kastilien-León. 

## Lage
Torres del Carrizal liegt in der kastilischen Hochebene in einer Höhe von etwa 645 m. Die Provinzhauptstadt Zamora ist nur etwa 13 Kilometer (Fahrtstrecke) in südsüdwestlicher Richtung entfernt. Das Klima im Winter ist durchaus kalt, im Sommer dagegen warm bis heiß; die eher spärlichen Regenfälle (469 mm/Jahr) fallen verteilt übers ganze Jahr.

## Bevölkerungsentwicklung
| Jahr      | 1970 | 1981 | 1991 | 2001 | 2011 | 2021 |
| Einwohner | 663  | 565  | 566  | 513  | 441  | 414  |

## Sehenswürdigkeiten
- Kirche Mariä Himmelfahrt (Iglesia de Nuestra Señora de la Asunción)